# Grotte de Vindija
La grotte de Vindija, localisée en Croatie, est un site préhistorique du Paléolithique connu pour la découverte de restes de plusieurs individus néandertaliens. Cette grotte est constituée d'une grande salle de 50 mètres de long, et de jusqu'à 28 mètres de large, haute de plus de 10 mètres par endroits. Elle est située à environ 55 km de Zagreb et à 20 km à l'ouest de Varaždin,. La grotte de Vindija est connue pour être le site abritant certains des fossiles les mieux conservés de Néandertaliens dans le monde. Elle a été découverte en 1974. Il est estimé que les Néandertaliens l’occupaient  il y a environ 45 000–32 000 ans. L'un de ces hommes de Néandertal a été choisi comme principale source d'ADN pour le projet génome Neandertal. La grotte de Vindija est un site stratifié paléontologique et archéologique de Croatie. Le site a abrité des Néandertaliens et des humains anatomiquement modernes.

## Stratigraphie
La grotte est située à environ 20 kilomètres à l'ouest de la ville de Varaždin et 10 km au nord d’Ivanec, dans la municipalité de Donja Voća.
Vindija comprend un total de 13 niveaux datés entre 150 000 ans et aujourd’hui, couvrant la partie supérieure du paléolithique inférieur, le paléolithique moyen et le paléolithique supérieur. Plusieurs niveaux sont sans traces d’hominidés ou ont peut-être été perturbés par un phénomène de cryoturbation. La grotte de Vindja comporte des niveaux stratigraphiquement séparés associés aux humains modernes et aux néandertaliens.
Les premières occupations d'hominidés datent d’environ 45 000 BP. Les dépôts de la grotte de Vindija incluent des strates comprenant un grand nombre d'os d'animaux, dont des dizaines de milliers de spécimens distincts et dont 90 % sont des ours des cavernes. L’âge des ossements s’étale sur une période de plus de 150 000 ans. Les informations fournies par les restes d’animaux ont été utilisées pour établir des hypothèses sur le climat et l'habitat du nord-ouest de la Croatie pendant cette période. Le site a été fouillé en premier dans la première moitié du XXe siècle, et plus largement creusé entre 1974 et 1986 par Mirko Malez (en) de l'Académie croate des Sciences et des Arts. De nombreux vestiges archéologiques et fauniques qui ont été trouvés dans la grotte avec plus de 100 découvertes d'hominidés.
- Les échantillons du niveau G3 (38 000–45 000 ans BP), le niveau abritant des hominidés le plus profond contient des restes de Néandertaliens et des objets exclusivement moustériens.
- Les échantillons du niveau G1 (32 000–34 000 années BP) comportent les Néandertaliens les plus récentes du site et sont associés à la fois moustérien et à des outils de pierre du paléolithique supérieur.
- Les hominidés du niveau F (31 000–28 000 ans BP) sont associés à l'Aurignacien et selon les chercheurs ressemblent un peu à la fois aux hommes anatomiquement modernes et à Neandertal.
- Les hominidés du niveau D (moins de 18 500 ans BP, la plus haute strate contenant des hominidés dans la grotte), sont associés à des objets de culture Gravettien, et sont anatomiquement des humains modernes.

## ADN mitochondrial
En 2008, des chercheurs réussissent à isoler une séquence d'ADN mitochondrial complète à partir d'un os de la cuisse d'un des Néandertaliens récupérés dans la grotte. L'os (appelé Vi-80) vient du niveau G3. Sa datation directe au radiocarbone donne 38 310 ± 2 130 ans BP. L’étude suggère que les deux hominidés qui occupaient la grotte de Vindija à des périodes distinctes (les Homo sapiens modernes et les Néandertaliens) étaient clairement des espèces distinctes.
Lalueza-Fox et ses collègues ont découvert des séquences d'ADN similaires à celles trouvées dans la grotte de Feldhofer (Allemagne) et d’El Sidrón (nord de l'Espagne), suggérant une histoire démographique commune entre les groupes d’Europe de l'Est et de la péninsule ibérique.
En 2010, le Projet génome Neandertal a annoncé que l'ADN des gènes de Neandertal avait été intégralement séquencé et que son analyse montrait qu’entre 1 et 4 pour cent des gènes des humains modernes non africains proviennent de Néandertaliens. Les chercheurs contredisant directement leurs propres conclusions formulées au cours d’une autre analyse moins poussée deux ans auparavant. Une étude récente rapportée dans Quaternary International (Miracle et al. ci-après) décrit les données climatiques récupérées à Vindija, Veternica et Velika Pećina (deux autres grottes de Croatie). La faune découverte dans les grottes montre que pendant la période comprise entre 60 000 et 16 000 ans BP, la région avait un climat tempéré. En particulier, il semble n’y avoir aucune preuve significative de conditions plus fraîches au début du dernier maximum glaciaire, environ 27 000 ans avant aujourd’hui contrairement à ce qui était pensé initialement[réf. non conforme].
Une étude de 2017 portant sur le génome d'une femme de Néandertal de la grotte Vindija met en avant sa faible hétérozygotie (une faible diversité génétique), caractéristique des Néandertals. Elle indique que ceux-ci vivaient dans des populations restreintes dont la taille effective était de l'ordre de seulement 3 000 individus.

## Des Néandertaliens morphologiquement différents
Les spécimens d'hominidés du niveau 3G sont considérés incontestablement comme étant des hommes de Neandertal de par leur morphologie, mais ils présentent également un certain nombre de traits associés aux Européens anatomiquement modernes et non à l'homme de Neandertal « traditionnel ». Ces caractères comprennent un bourrelet sus-orbitaire plus mince et moins saillant, un visage plus mince et plus petit et des dents de devant plus étroites. Bien que certains aient attribués ces différences à la petite taille des individus de Vindija, une étude réalisée en 1995 a démontré que les Néandertaliens de Vindija étaient d'une taille comparable aux Néandertaliens morphologiquement plus classiques tels que La Ferrassie 2, Shanidar 1 et 4, et Tabun 1, et que plus probablement, les hommes de Néandertal de Vindija étaient en transition entre la forme robuste classique et une forme plus gracile.